# Кери (град)
Вижте пояснителната страница за други значения на Кери.
Кери (на английски: Carey) е град в окръг Блейн, щата Айдахо, САЩ. Кери е с население от 513 жители (2000) и обща площ от 8,7 km². Намира се на 1458 m надморска височина. ЗИП кодът му е 83320, а телефонният му код е 208.